# Douinia ovata
Douinia ovata ist eine Lebermoosart der Familie der Jungermanniaceae. Sie ist die einzige Art der Gattung Douinia.

## Merkmale
Die Pflanzen sind bis einen Zentimeter lang und niederliegend. Sie sind von blaugrüner Farbe und wirken durch einen dicken Wachsüberzug stumpf und matt. Die Blätter sind nach vorne gerichtet und in zwei ungleich große, lanzettliche Lappen geteilt. Die Laminazellen sind dreieckig verdickt. Jede Zelle enthält acht bis 15 Ölkörper. Die Perianthmündung trägt lange Zilien. 

## Verbreitung und Standorte
Die Art ist ozeanisch verbreitet und kommt in Europa, im südlichen Grönland, im pazifischen Nordamerika und in Japan vor. In Europa findet es sich im atlantischen Teil östlich bis zu den Vogesen und dem belgischen Teil des Hohen Venns, in Deutschland an den Bruchhauser Steinen (Westfalen), bei Oberhof im Thüringer Wald und im Südschwarzwald. Sie wächst an schattigen Baumbasen und kalkfreien Felsen.

## Belege
- Jan-Peter Frahm, Wolfgang Frey, J. Döring: Moosflora. 4., neu bearbeitete und erweiterte Auflage (UTB für Wissenschaft, Band 1250). Ulmer, Stuttgart 2004, ISBN 3-8001-2772-5 (Ulmer) & ISBN 3-8252-1250-5 (UTB).